# لوفمور إندو
لوفمور إندو (بالإنجليزية: Lovemore N'dou)‏ مواليد 16 أغسطس 1971 في جنوب أفريقيا، هو ملاكم محترف أسترالي يصنف ضمن فئة وزن الوسط. حقق بطولة الاتحاد الدولي للملاكمة.

## إحصائيات
خاض خلال مسيرته 64 نزالا، فاز في 49 وتعادل في 2 وخسر في 13. فاز بالضربة القاضية في 31 نزالا.

## روابط خارجية
- لوفمور إندو على موقع بوكس ريك (الإنجليزية) (registration required)